# Cecilia Ferm
Cecilia Helena Ferm, född 9 oktober 1975 i Hässelby församling, Stockholm, är en svensk dövidrottsprofil och före detta basketspelare. Hon har spelat i elitklubbarna Nerike Basket, Solna Vikings och i Akropol (Rinkeby, Stockholm) i Damligan. Sista klubben blev AIK i basketettan, där hon också var sportchef för AIK:s damlag.
Cecilia Ferm har både spelat i det döva och det hörande landslaget. Hon har vunnit åtta SM-guld, U20 guld med hörande och har också 1 VM-guld och 6 EM-guld för döva och vann Deaflympics med svenska dövbasketslandslaget i Taiwan 2009. Hon utsågs till världens bästa dövidrottare både 2001 och 2004. 
Cecilia Ferm var en av deltagarna i den nionde säsongen av Mästarnas mästare 2017.

## Utmärkelser
- Svenska Dövidrottsförbundets förtjänsttecken i silver 2005.
- Årets idrottare (SDI) 1994 och 2004.